# Copo de nieve

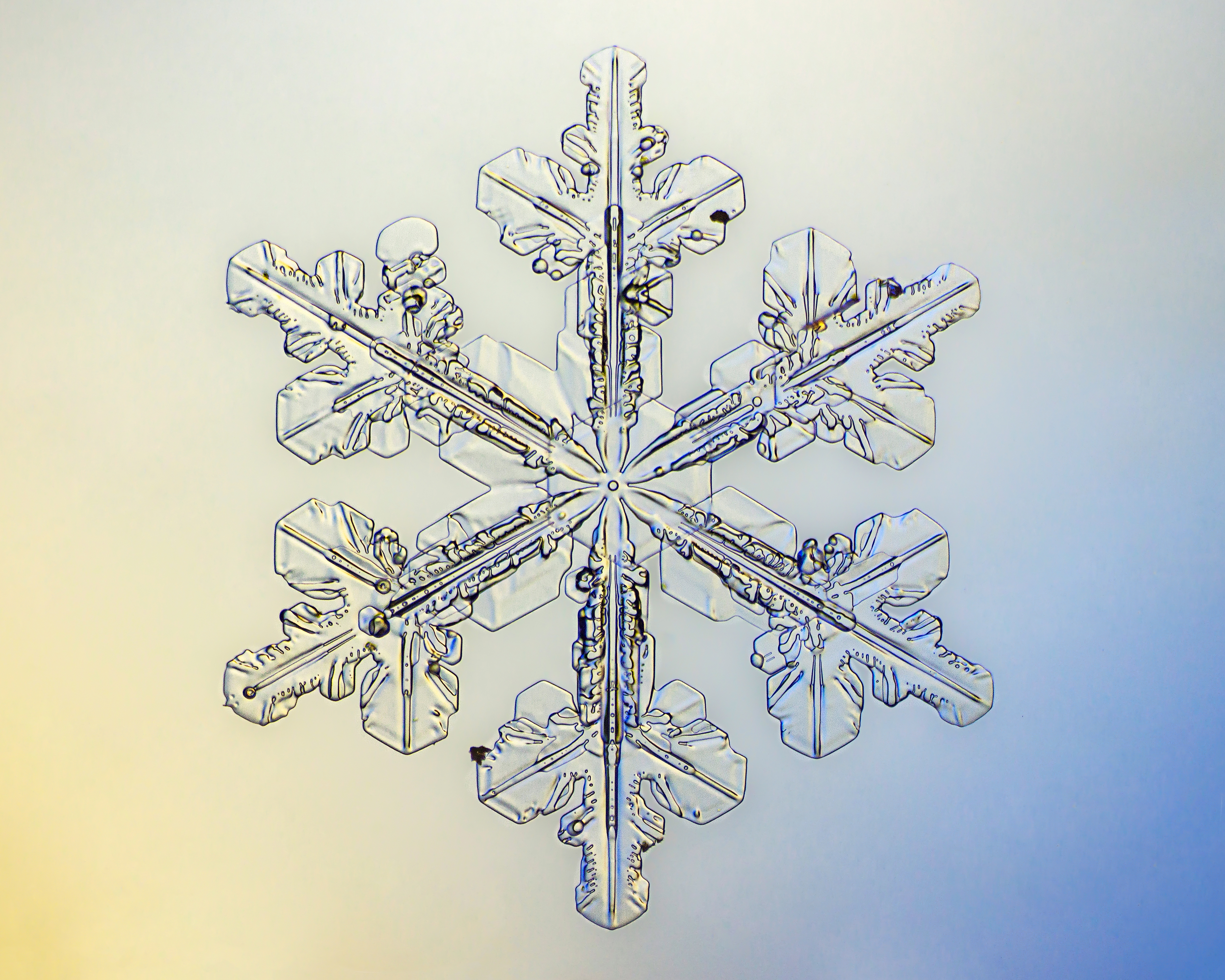
Macrofotografía de un copo de nieve natural.

Un copo de nieve es un solo cristal de hielo lo suficientemente grande como para caer a través de la atmósfera terrestre en forma de nieve. A pesar de estar hecha de hielo transparente, la nieve parece blanca, lo que se debe a que muchas de las pequeñas facetas cristalinas de los copos de nieve dispersan la luz del sol entre ellas.
Cada copo comienza formándose alrededor de una partícula diminuta, llamada núcleo, que acumula gotas de agua, las cuales se congelan y forman lentamente un cristal. Las formas complejas surgen a medida que el copo se desplaza por las distintas zonas de temperatura y humedad de la atmósfera y posiblemente se combina con otros copos de nieve. Por esta razón, los copos de nieve suelen tener un aspecto muy diferente entre sí. Sin embargo, pueden clasificarse en ocho grandes categorías y al menos 80 variantes individuales. Las formas principales de los cristales de hielo, a partir de las cuales pueden producirse combinaciones son: la aguja, columna, placa y cencellada.

## Formación

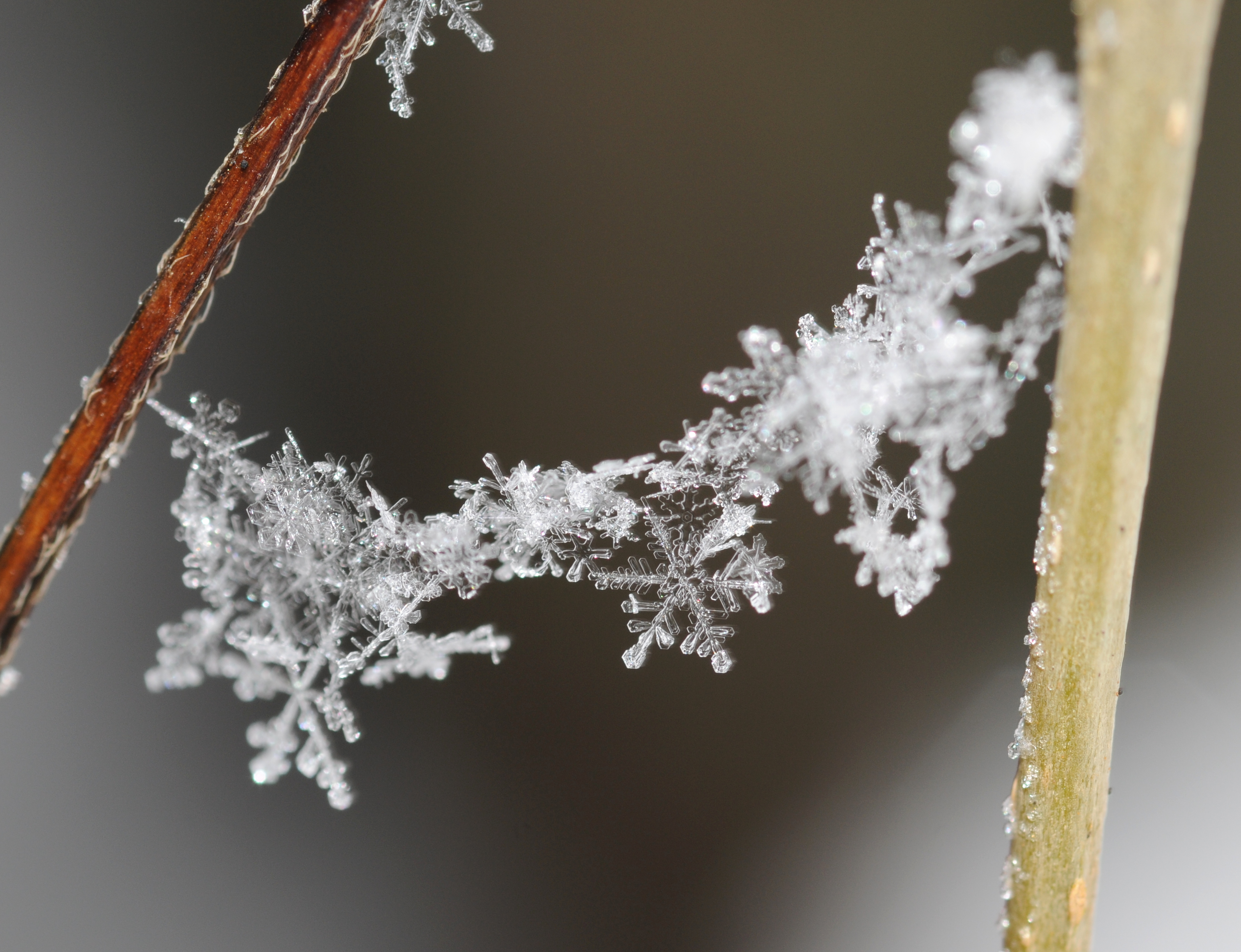
Copos de nieve recién caídos

Los copos de nieve se forman alrededor de partículas minerales u orgánicas en masas de aire saturadas de humedad y con temperaturas bajo cero. Se forman por acreción neta a los cristales iniciales en formaciones hexagonales. Las fuerzas de cohesión son principalmente electrostáticas.

### Núcleo
En nubes más cálidas, una partícula de aerosol o «núcleo de hielo» debe estar presente en la gota (o en contacto con ella) para actuar como núcleo. Las partículas que forman los núcleos de hielo son muy raras en comparación con los núcleos sobre los que se forman las gotas de nubes líquidas; sin embargo, no se entiende qué las hace eficaces. Las arcillas, el polvo del desierto y las partículas biológicas pueden ser eficaces, aunque no está claro en qué medida. Los núcleos artificiales incluyen partículas de yoduro de plata y hielo seco, que se utilizan para estimular la precipitación en la formación de nubes. Los experimentos demuestran que la nucleación «homogénea» de gotas de nubes sólo se produce a temperaturas inferiores a -35 °C.

### Crecimiento

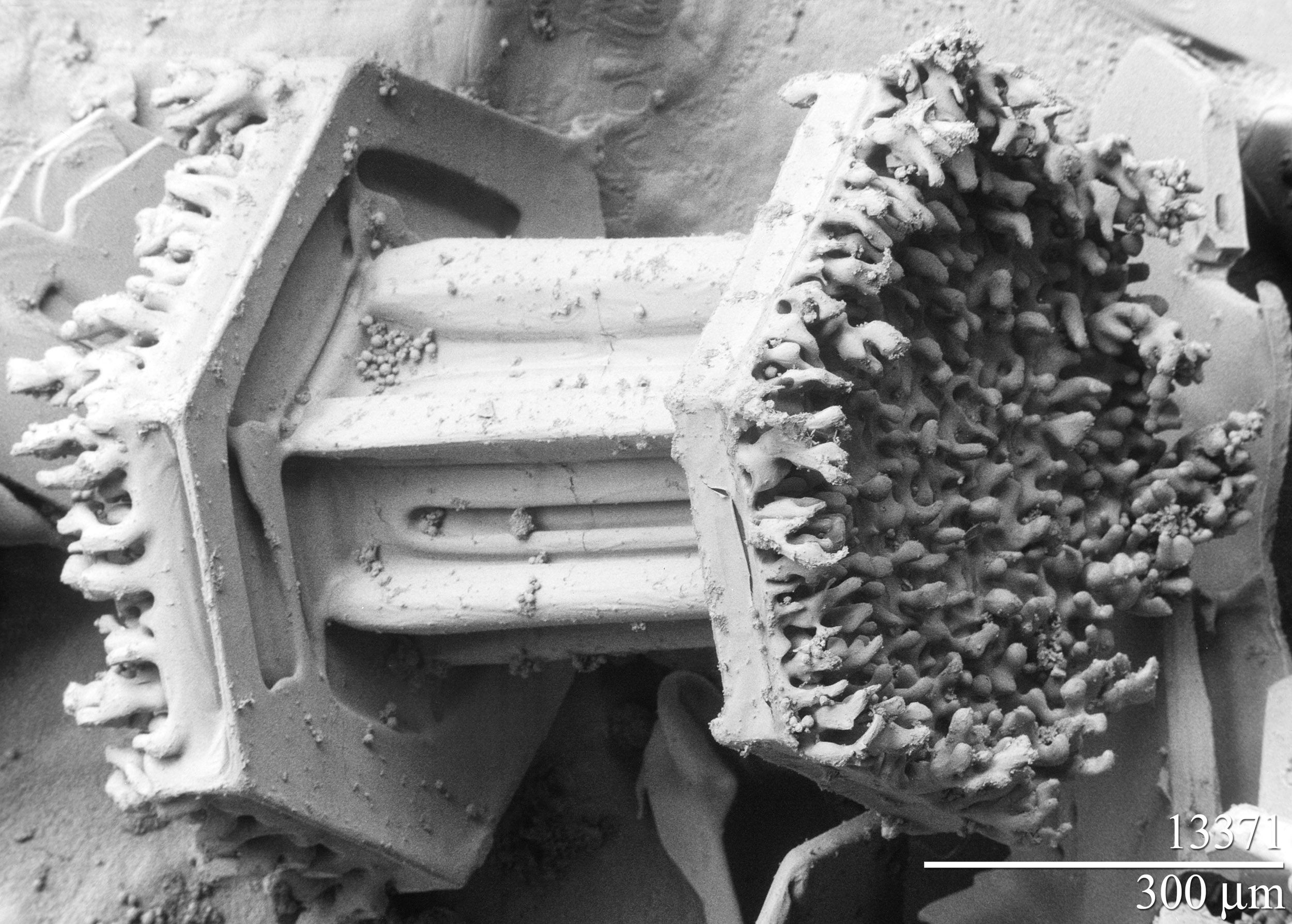
Imagen de microscopio electrónico de barrido de cencellada en ambos extremos de un copo de nieve en columna tapada.

Una vez que una gota de agua se ha congelado como núcleo de hielo, crece en un entorno sobresaturado, en el que la humedad líquida coexiste con el hielo más allá de su punto de equilibrio a temperaturas bajo cero, posteriormente, la gota crece por deposición de las moléculas de agua del aire (vapor) sobre la superficie del cristal de hielo, donde se recogen. Como las gotas de agua son mucho más numerosas que los cristales de hielo debido a su gran abundancia, los cristales son capaces de crecer hasta cientos de micrómetros o milímetros de tamaño a expensas de las gotas de agua, este proceso se conoce como proceso Wegener-Bergeron-Findeisen.
La correspondiente disminución del vapor de agua provoca la evaporación de las gotas, lo que significa que los cristales de hielo crecen a expensas de las gotas. Estos grandes cristales son una fuente eficaz de precipitaciones, ya que caen a través de la atmósfera debido a su masa, pueden chocar y pegarse formando racimos o agregados. Estos agregados suelen ser el tipo de partícula de hielo que cae al suelo.
El récord Guinness de los copos de nieve agrupados más grandes del mundo es el que se registró en enero de 1887 en Fort Keogh (Montana) con una anchura de 38 cm, fuera del rango normalmente documentado de copos de nieve agrupados de tres o cuatro pulgadas de anchura. Se han observado cristales únicos del tamaño de una moneda de diez centavos (17,91 milímetros de diámetro) Los copos de nieve encapsulados en la cencellada forman bolas conocidas como graupel. 

### Apariencia

#### Color

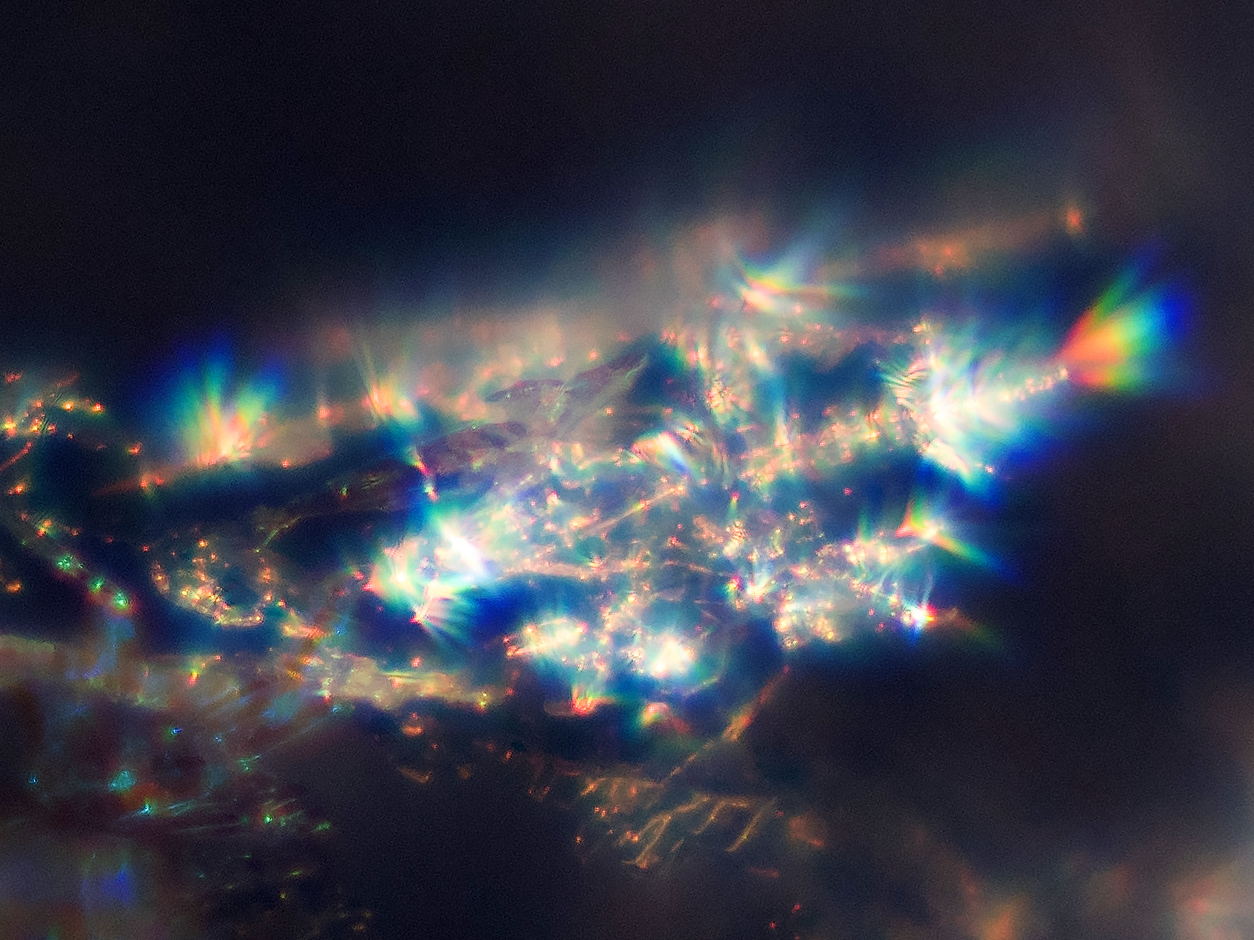
Los cristales de nieve bajo la luz solar directa actúan como pequeños prismas.

Aunque el hielo por sí mismo es transparente, la nieve suele parecer de color blanco debido a la reflexión difusa de todo el espectro luminoso por la dispersión de la luz por las pequeñas facetas cristalinas de los copos de nieve que la componen.

#### Forma
La forma del copo de nieve viene determinada en gran medida por la temperatura y la humedad a la que se forma. En raras ocasiones y a una temperatura de unos -2 °C, los copos de nieve pueden formarse con una simetría triple: copos de nieve triangulares. La mayoría de las partículas de nieve tienen forma irregular, a pesar de que se las suele describir como simétricas. Es poco probable que haya dos copos de nieve iguales debido a las aproximadamente 1019 moléculas de agua que componen un copo de nieve típico, que crecen a diferentes velocidades y en diferentes patrones dependiendo de los cambios de temperatura y humedad en la atmósfera en la que cae el copo de nieve en su camino hacia el suelo. Se han cultivado en condiciones controladas copos de nieve de aspecto idéntico, pero que pueden variar a nivel molecular.
Aunque los copos de nieve nunca son perfectamente simétricos, el crecimiento de un copo de nieve no agregado suele aproximarse a la simetría radial séxtuple, derivada de la estructura cristalina hexagonal del hielo.En esta fase, el copo de nieve tiene la forma de un diminuto hexágono. Los seis "brazos" del copo de nieve o dendritas, crecen entonces de forma independiente desde cada una de las esquinas del hexágono, mientras que cada lado de cada brazo crece de forma independiente.
El microentorno en el que crece el copo de nieve cambia dinámicamente a medida que el copo cae a través de la nube, los pequeños cambios de temperatura y humedad afectan a la forma en que las moléculas de agua se adhieren al copo de nieve. Dado que el microentorno y sus cambios son prácticamente idénticos alrededor del copo de nieve, cada brazo tiende a crecer casi de la misma manera, sin embargo, estar en el mismo microentorno no garantiza que cada brazo crezca igual; de hecho, para algunas formas cristalinas no es así porque el mecanismo de crecimiento cristalino subyacente también afecta a la rapidez con la que crece cada región superficial de un cristal.
Los estudios empíricos sugieren que menos del 0,1% de los copos de nieve presentan la forma séxtuple simétrica ideal. Muy ocasionalmente se observan doce copos de nieve ramificados, que mantienen la simetría séxtuple.

## Clasificación

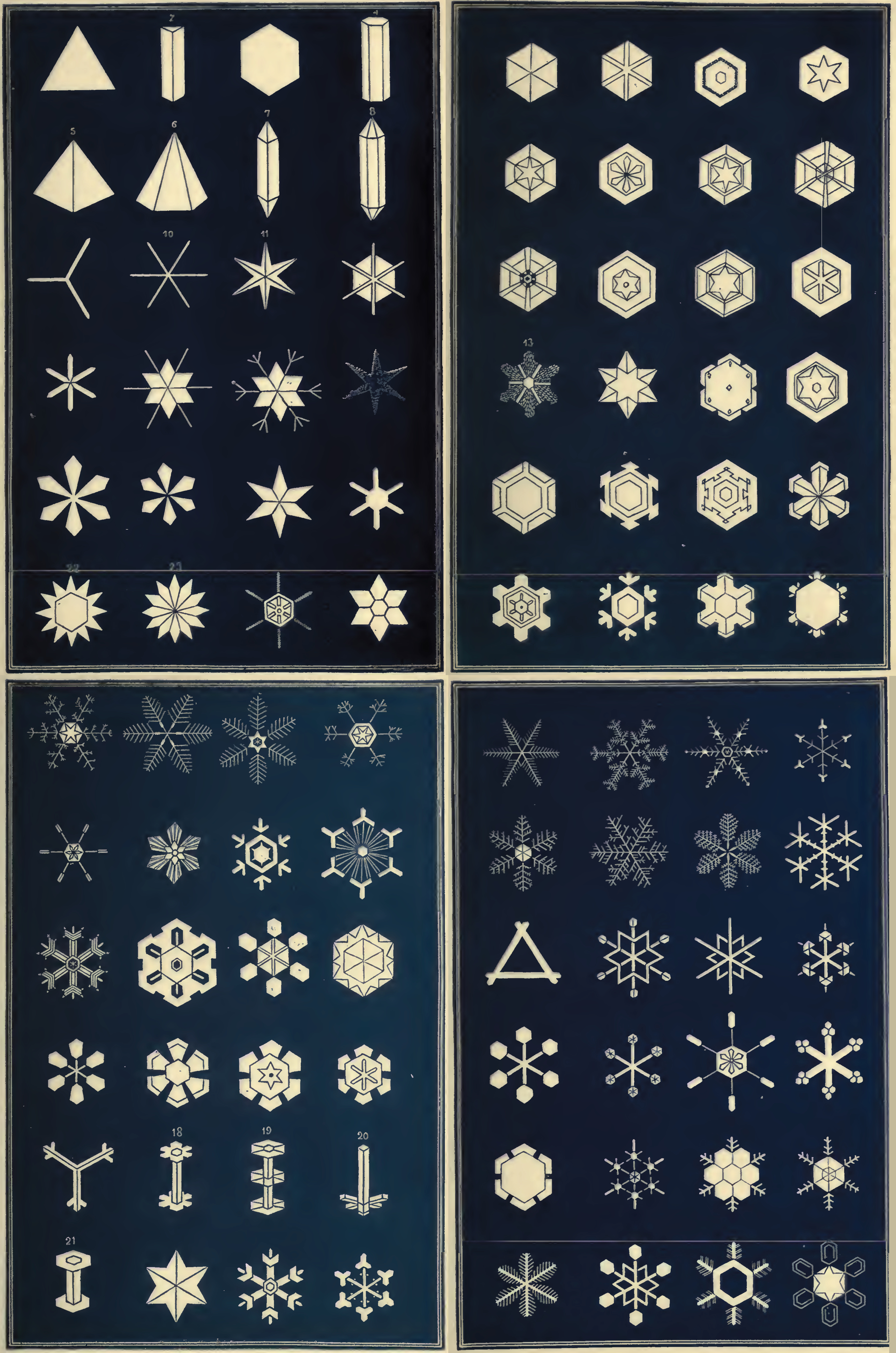
Primera clasificación de los copos de nieve por Israel Perkins Warren.

Los copos de nieve se forman en una amplia variedad de formas intrincadas, lo que lleva a la noción de que "no hay dos iguales". Aunque se han fabricado copos de nieve casi idénticos en laboratorio, es muy improbable encontrarlos en la naturaleza. Los primeros intentos de encontrar copos de nieve idénticos fotografiando miles de ellos con un microscopio a partir de 1885 por Wilson Alwyn Bentley encontraron la gran variedad de copos de nieve que conocemos hoy en día.
Ukichiro Nakaya desarrolló un diagrama de morfología cristalina, relacionando la forma de los cristales con las condiciones de temperatura y humedad en las que se formaron y que se resume en la siguiente tabla:
| Rango de temperatura | Rango de saturación (g/m3) | Tipos de cristal de nieve por debajo de la saturación | Tipos de cristal de nieve por encima de la saturación |
| -------------------- | -------------------------- | ----------------------------------------------------- | ----------------------------------------------------- |
| 0 °C hasta −3,5 °C   | 0,0 hasta 0,5              | Placas sólidas.                                       | Placas delgadas. Dendritas.                           |
| −3,5 °C hasta −10 °C | 0,5 hasta 1,2              | Prismas sólidos. Prismas huecos.                      | Prismas huecos. Agujas.                               |
| −10 °C hasta −22 °C  | 1,2 hasta 1,2              | Placas finas. Placas sólidas.                         | Placas sectorizadas. Dendritas.                       |
| −22 °C hasta −40 °C  | 0,0 hasta 0,4              | Placas finas. Placas sólidas.                         | Columnas. Prismas.                                    |

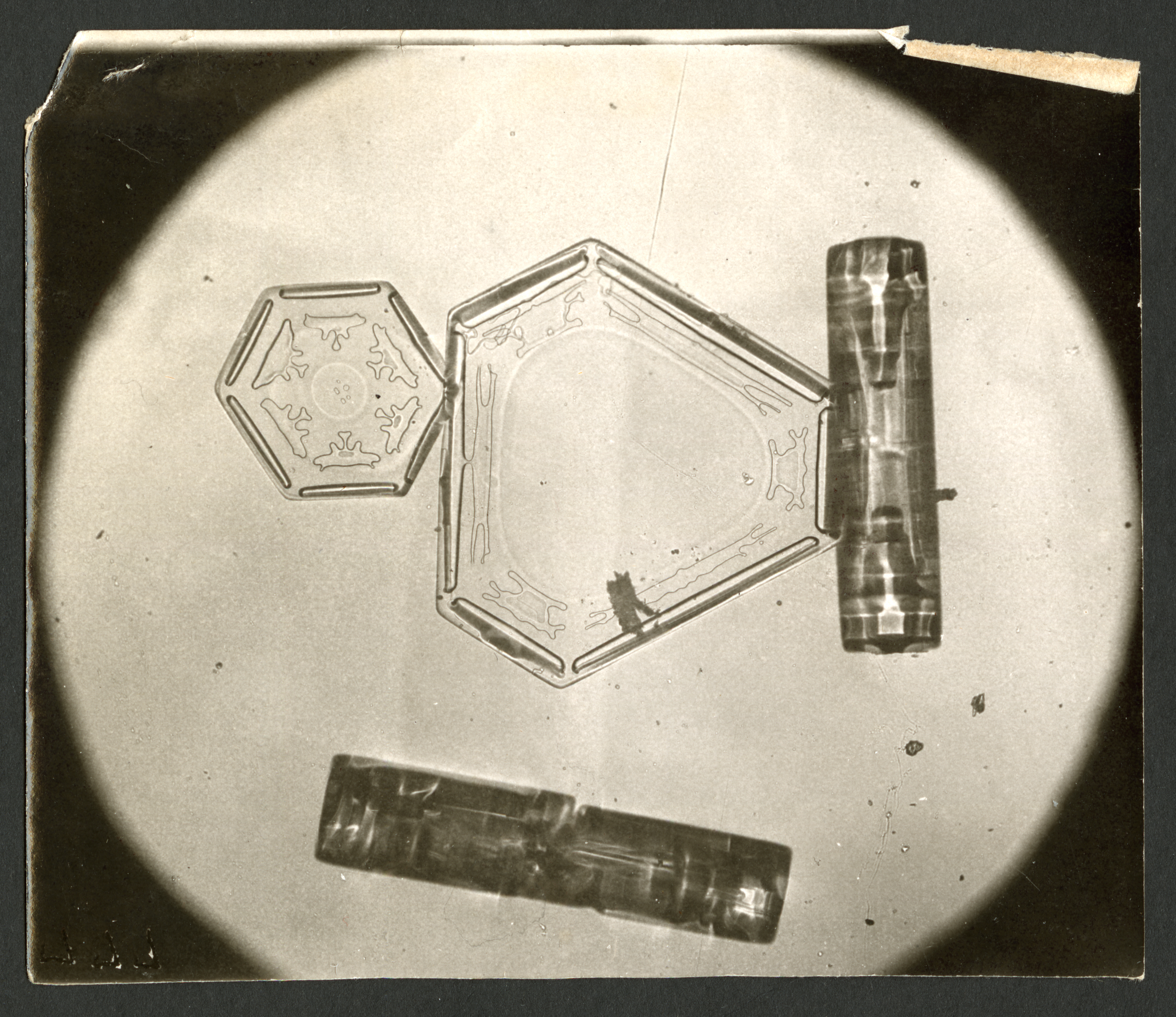
Micrografía de Wilson Bentley que muestra dos clases de copo de nieve, placa y columna. Falta un ejemplo de aguja.

La forma de un copo de nieve viene determinada principalmente por la temperatura y la humedad a las que se forma. La congelación del aire hasta -3 °C favorece la formación de cristales planos y delgados, por otra parte, en aire más frío, hasta -8 °C los cristales se forman como columnas huecas, prismas o agujas, en condiciones más frías de -22 °C vuelven a tener forma de placa, a menudo con rasgos ramificados o dendríticos y a temperaturas inferiores a -22 °C, los cristales adquieren forma de placa o de columna, según el grado de saturación. Tal y como descubrió Nakaya, la forma también depende de si la humedad predominante está por encima o por debajo de la saturación. Las formas por debajo de la línea de saturación tienden más a ser sólidas y compactas. Los cristales que se forman en aire sobresaturado tienden más a ser de encaje, delicados y ornamentados. También se forman muchos patrones de crecimiento más complejos, como planos laterales, rosetas de bala y también tipos planares, dependiendo de las condiciones y de los núcleos de hielo. Si un cristal ha comenzado a formarse en un régimen de crecimiento en columna, a unos -5 °C y luego cae en el régimen más cálido de crecimiento en placa, entonces brotan cristales en placa o dendríticos en el extremo de la columna, produciendo las llamadas "columnas tapadas".
Magono y Lee idearon una clasificación de los cristales de nieve recién formados que incluye 80 formas distintas. Se clasifican en las siguientes categorías principales, con sus símbolo:
- Aguja de cristal (N): Subdividida en agujas simples y combinadas.
- Cristal columnar (C): Subdividido en simple y combinación de columnas.
- Cristal plano (P): Subdividido en cristal regular en un solo plano, cristal plano con extensiones, cristal con número irregular de ramas, cristal con 12 ramas, cristal malformado, conjunto radiante de ramas planas.
- Combinación de cristales columnares y planos (CP): Subdividida en columna con cristal plano en ambos extremos, bala con cristales planos, cristal plano con extensiones espaciales en los extremos.
- Cristal columnar con planos laterales extendidos (S): subdividido en planos laterales, planos laterales escalares, combinación de planos laterales, balas y columnas.
- Cristal con borde (R): Subdividido en cristal con borde, cristal con borde denso, cristal graupelado, graupel.
- Cristal de nieve irregular (I): Subdividido en partícula de hielo, partícula con borde, pieza rota de un cristal, varios.
- Germen de cristal de nieve (G): Subdividido en columna diminuta, germen de forma esquelética, placa hexagonal diminuta, cristal estelar diminuto, conjunto de placas diminuto, germen irregular.

Documentaron cada uno de ellos con micrografías.
La Clasificación Internacional de la Nieve Estacional en el Suelo describe la clasificación de los cristales de nieve, una vez depositados en el suelo, que incluyen la forma y el tamaño del grano. El sistema también caracteriza el manto de nieve, a medida que los cristales individuales se metamorfosean y coalescen.

## Uso como símbolo

Copo de nieve en el escudo de armas de Lumijoki

El copo de nieve es una imagen o motivo tradicional de la época navideña, sobre todo en Europa y Norteamérica. Como fiesta cristiana, la Navidad celebra la encarnación de Jesús, que según la creencia cristiana expía los pecados de la humanidad; por eso, en las tradiciones navideñas europeas y norteamericanas, los copos de nieve simbolizan la pureza. Los copos de nieve también se asocian tradicionalmente con el tiempo de "Blanca Navidad" que suele darse durante las fiestas navideñas. Durante este periodo, es muy popular hacer copos de nieve de papel doblando un trozo varias veces, recortando un patrón con tijeras y desplegándolo después. El Libro de Isaías se refiere a la expiación de los pecados haciendo que aparezcan "blancos como la nieve" ante Dios (Isaías 1:18).
Los copos de nieve también se utilizan a menudo como símbolos que representan el invierno o el frío, por ejemplo, los neumáticos de nieve, que mejoran la tracción en condiciones invernales duras, se etiquetan con el símbolo de un copo de nieve en la montaña. Un copo de nieve estilizado ha formado parte del emblema de los Juegos Olímpicos de Invierno de 1968, 1972, 1984, 1988, 1998 y 2002.

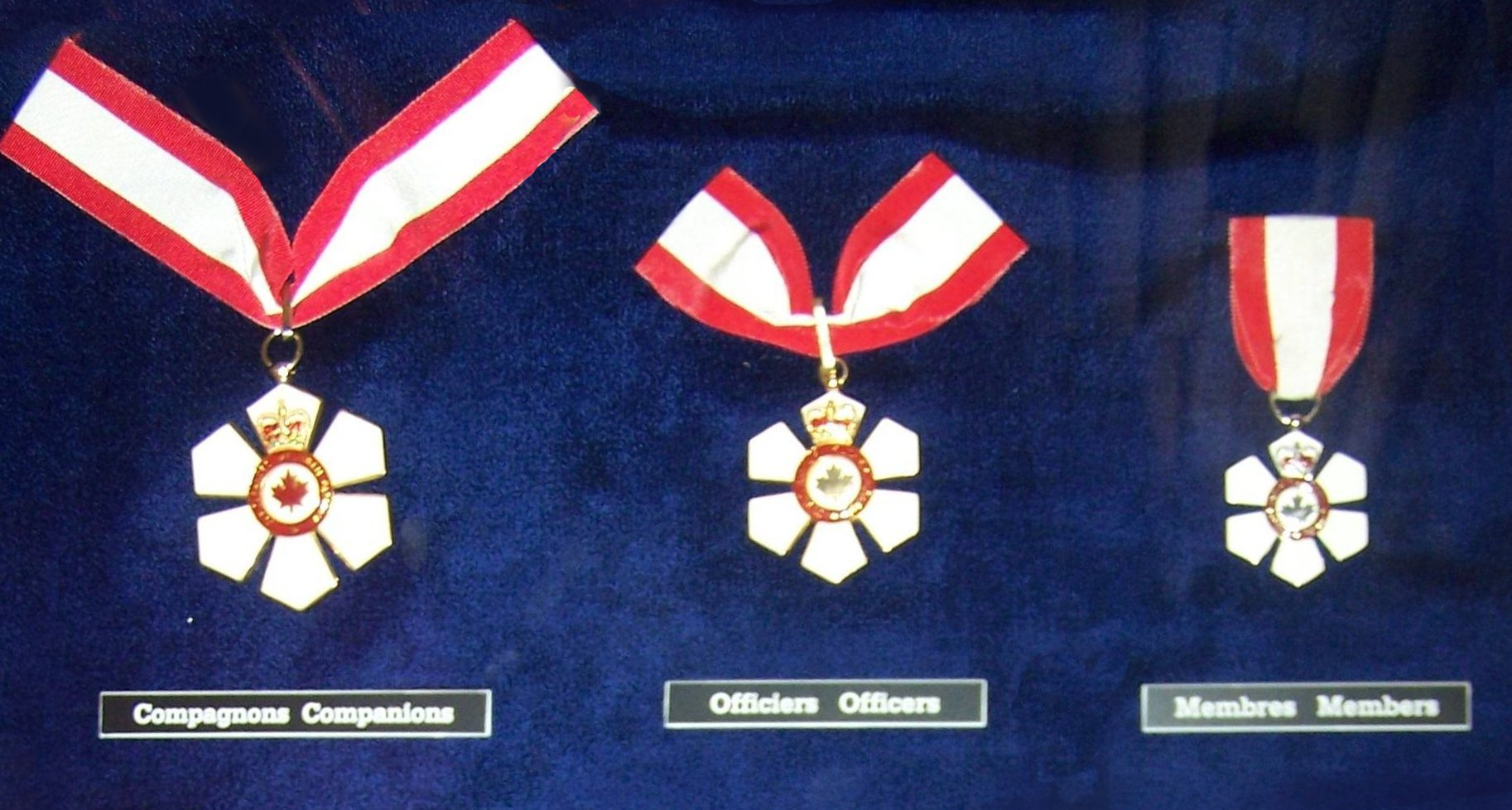
Los tres grados de la Orden de Canadá son: Compañero, Oficial y Miembro, respectivamente.

Los copos de nieve hexagonales estilizados de seis puntas que se utilizan para la Orden de Canadá (un sistema de honores nacional) han llegado a simbolizar el patrimonio y la diversidad nórdica de los canadienses.
En heráldica, el copo de nieve es una figura estilizada. Hay tres símbolos de copo de nieve codificados en Unicode: "copo de nieve" en U+2744 (❄); “copo de nieve trifoliado apretado” en U+2745 (❅) y “copo de nieve de chevron pesado” en U+2746 (❆).
En la dinastía Tang, los copos de nieve en la poesía servían a veces como símbolo de la energía cósmica del Tao y la Vía Láctea.

## Galería
Una selección de fotografías tomadas por Wilson Bentley (1865-1931):

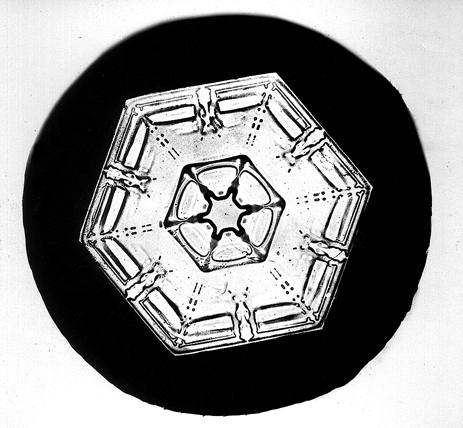
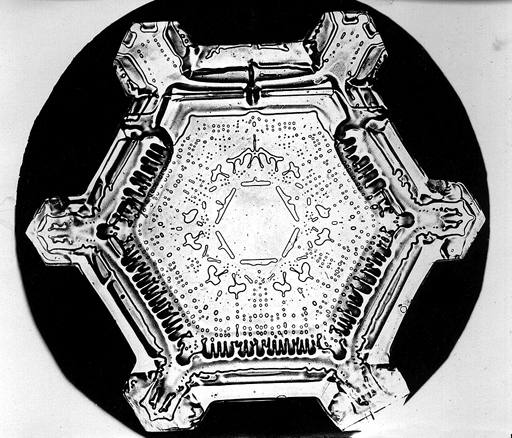
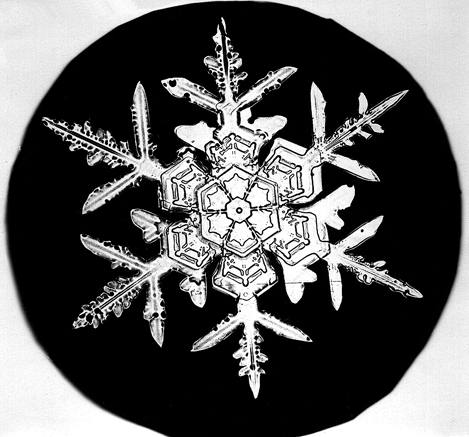
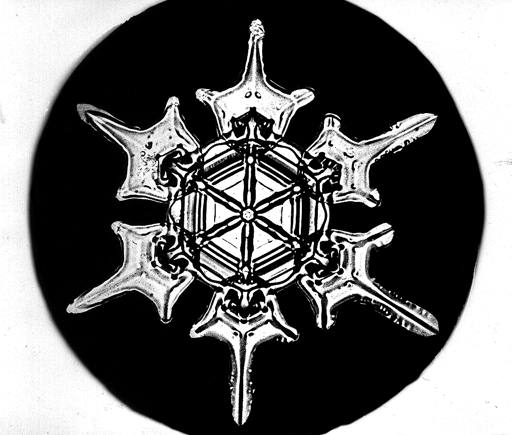
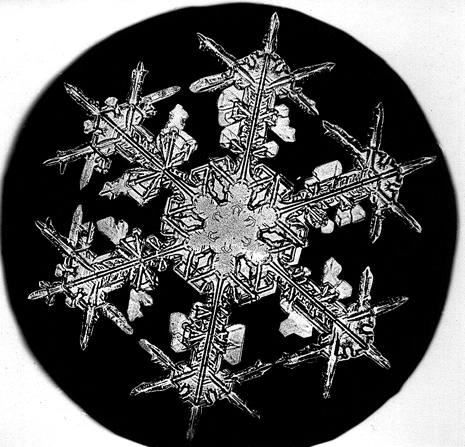
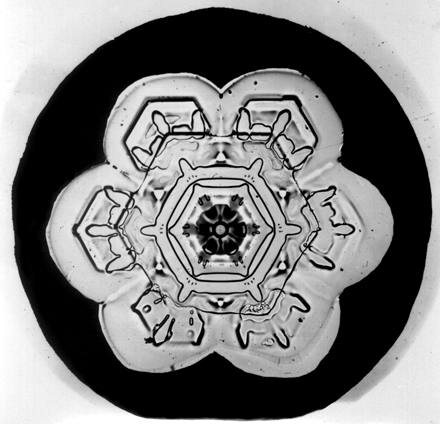
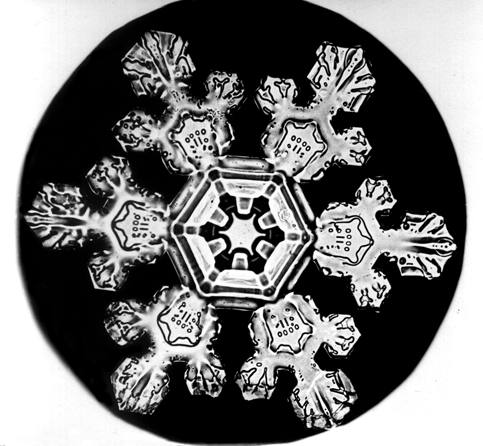
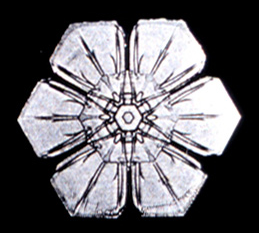
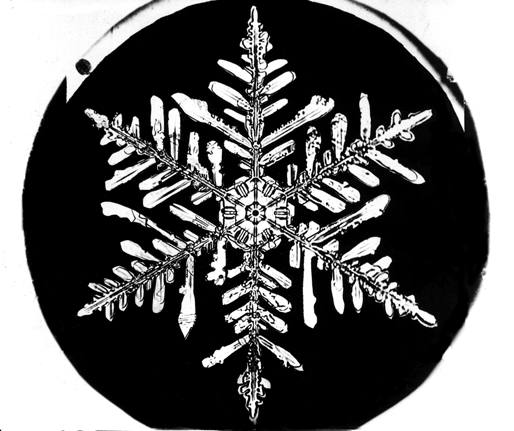
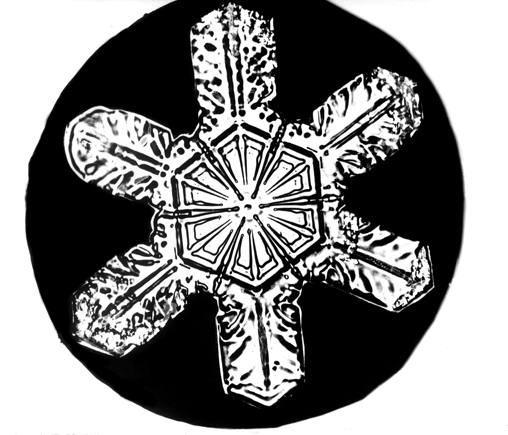
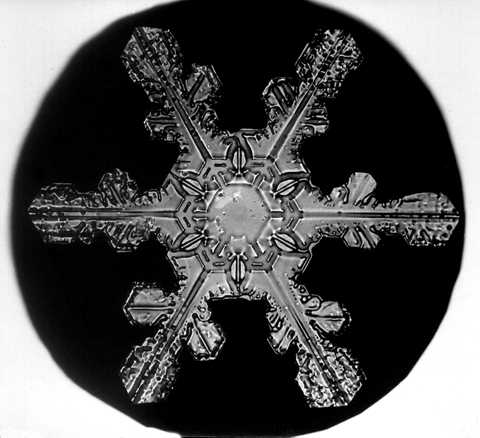
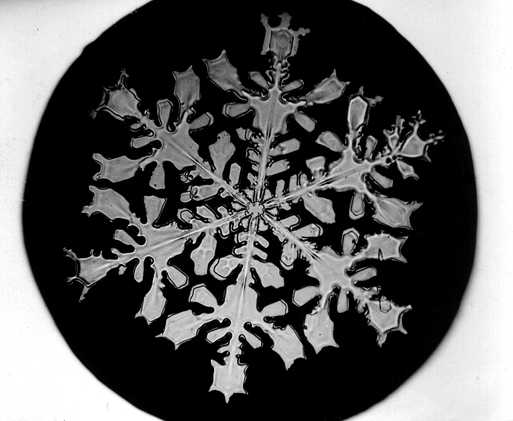

Estudios fotográficos exhaustivos de copos de nieve frescos muestran que la simetría simple representada en las fotografías de Bentley es poco frecuente.

## Lecturas complementarias
- Libbrecht, Kenneth G. (2006). Ken Libbrecht's Field Guide to Snowflakes (en inglés). Voyageur Press. ISBN 978-0-7603-2645-9.